# Zeinab Mamedyarova
Zeinab Hamid qizi Mamedyarova (també escrit Mamedjarova; en àzeri: Zeynəb Həmid qızı Məmmədyarova; nascuda el 3 d'octubre de 1983) és una jugadora d'escacs azerbaidjanesa que té el títol de Gran Mestra Femenina des del 2002.

## Resultats destacats en competició
L'any 2000, Mamedyarova va guanyar el Campionat del món (sub-18) femení a Orpesa i va guanyar una medalla de plata a la 34a Olimpíada d'escacs, celebrada a Istanbul. El 2002, va guanyar el campionat d'Europa juvenil femení a Bakú i una medalla de bronze a la 35a Olimpíada d'escacs de Bled.
Mamedyarova ha guanyat el campionat femení de l'Azerbaidjan els anys 2001, 2008 i 2015. Va participar al torneig d'Istanbul del Gran Prix Femení de la FIDE el 2009

## Vida personal
És la germana gran de Shakhriyar Mamedyarov i Turkan Mamedyarova, tots dos també jugadors d'escacs. Zeinab està casada i té un fill.